# إريك ألفا
اريك ألفا (بالإنجليزية: Eric Alva)‏ هو جندي أمريكي، ولد في 1 أبريل 1971 في سان أنطونيو في الولايات المتحدة.